# Хрватски биографски лексикон
Хрватски биографски лексикон (скраћено ХБЛ) је опсежно и целовито биографско и библиографско лексикографско издање Лексикографског завода „Мирослав Крлежа“. Пројекат је започет по идеји Мирослава Крлеже 1975. године и још увек није завршен. Од 1983. године до сада, објављено је укупно седам томова на 5.507 страница и свеукупно 10.218 чланака, те 3.524 илустрације.
Хрватски биографски лексикон сачињава исцрпне биографије грађана Републике Хрватске који су оставили запажени траг у Хрватској и свету, али и биографије припадника других народа који су учествовали у јавном животу хрватских земаља. У предговору првог тома ХБЛ-а донет је критеријум по којем ће се уврштавати особе које ће бити обрађене. У ХБЛ-у ће бити обрађене особе које су заокружиле своје животно дело, али и истакнути савременици. Но како је било потребно ограничити број особа које ће бити обрађене, одлучено је да ће у едицију бити уврштене само особе рођене до краја 1945. године. Биографије особа рођених након те године, као и оних појединаца из ранијих раздобља које ће будућа истраживања открити, биће обрађене у допунском тому. Додатној вредности ове едиције доприноси и чињеница што се у ХБЛ-у многе биографије критички доносе по први пут.
Део чланака из Хрватског биографског лексикона налази се у слободном приступу на Порталу знања Лексикографског завода Мирослав Крлежа. Избор чланака који су доступни на порталу направљен је према Хрватском обитељском лексикону (2005) и Хрватском опћем лексикону (1996), те су донесени само новији чланци објављени у ХБЛ-у (без живих савременика), који су истовремено укључени у национални биографски корпус тих издања.
У припреми је десети том, од слова Кр до Л, који ће садржати више од 1.300 биографија и чланака.

## Издања
До сада је објављено укупно седам томова ХБЛ-а:
|   | Чланци/слова | Главни уредник       | Година објављивања | Број страница |
| - | ------------ | -------------------- | ------------------ | ------------- |
| 1 | А – Би       | Никица Колумбић      | 1983.              | 800           |
| 2 | Бј – Ц       | Александар Стипчевић | 1989.              | 784           |
| 3 | Ч – Ђ        | Трпимир Мацан        | 1993.              | 779           |
| 4 | Е – Гм       | Трпимир Мацан        | 1998.              | 766           |
| 5 | Гн – Х       | Трпимир Мацан        | 2002.              | 775           |
| 6 | И – Кал      | Трпимир Мацан        | 2005.              | 761           |
| 7 | Кам – Ко     | Трпимир Мацан        | 2009.              | 842           |
| 8 | Кр – Ли      | Трпимир Мацан        | 2013.              | 714           |
| 9 | Ло – Марј    | Никша Лучић          | 2021.              | 701           |